# Ray Eames
Ray-Bernice Alexandra Kaiser Eames (Sacramento (Californië), 15 december 1912 — Los Angeles, 21 augustus 1988) was een Amerikaanse artiest, ontwerper, architect en filmregisseur. Samen met haar echtgenoot Charles Eames en de Eames Office is zij verantwoordelijk voor vele klassieke ontwerpen uit de 20e eeuw, waaronder de Eames Lounge-stoel.
Ze heeft in haar jeugd in vele steden gewoond. In 1931 verhuisde ze naar New York, waar ze abstract schilderen studeerde, aan de school van Hans Hofmann.
In september 1940 begon ze met haar studie aan de Cranbrook Academy of Art in Bloomfield Hills (Michigan), waar ze Charles Eames ontmoette, met wie ze het daaropvolgende jaar trouwde. Samen regisseerden ze de documentaire Powers of Ten (1977). 
Ze stierf precies tien jaar na haar man Charles.